# 嫘縈
嫘縈（英語：或），又译人造絲、粘胶纤维，中文譯名是發想自中国传说中发明养蚕的嫘祖而來。
嫘縈是一种人工制造的纤维。由天然的植物纤维素加工制造而成，所以属于再生纖維。
吸水性佳，易染色、洗滌，耐酸鹼，不易起毛球，質地輕柔，特性較棉好穿，價格與棉相仿。

## 历史
嫘縈是最早的人造纖維，出现于1884年，由于易燃性质，当时未能走向实用化。1892年英国人发明了粘胶法人工丝，从此开始进入实用阶段。20世纪40年代初出现了高强力嫘縈（high-tenacity rayon），50年代出现了高濕係數嫘縈（high-wet-modulus rayon）。二十世纪中叶随着涤纶的大量生产应用，人工纤维开始走向衰落。

## 主要特性
嫘縈制造的纺织品可以用来模仿丝绸、羊毛、棉布和亚麻布等。容易染色；质地轻柔，光滑，凉爽，吸收性好。适用于高温高湿度的环境。
衣物适宜乾洗或冷水洗涤，不应该用力拧或高温熨烫。

## 制造方法
从20世纪初以来，常规嫘縈的制造工序为：
1. 将纤维素浸泡于氢氧化钠溶液中
2. 在两个滚筒之间挤压，去除多余液体。
3. 粉碎挤压后的片状固体。
4. 将上述白色碎屑暴露在氧气中老化。
5. 与二硫化碳混合，化学反应导致纤维素碎屑变为黄色。
6. 溶解于碱性溶液，此时称为viscose。
7. viscose放置一段时间后过滤，除去固体残留物和溶解的气体。
8. 通过类似淋浴莲蓬头的喷丝头，将溶液挤出到硫酸溶液中，凝结成丝状。
9. 拉伸挤出的丝，使其纤维有序排列。
10. 洗去残留的其他化学物质。
11. 切割成大小一致的成品纤维[3]。

常规嫘縈纤维截面呈带沟槽的圆形，这些沟槽导致了嫘縈的优良排汗性能。

## 纹理图库

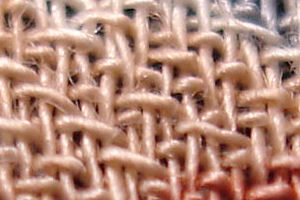
人造丝裙子的样品，利用微距鏡頭拍摄。
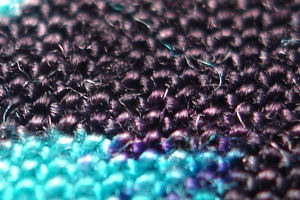
另一个裙搭配不同纹理。
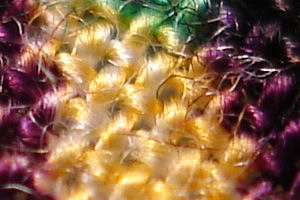
类似于第二个纹理的一件衬衫。

## 制造厂家
- 印度：「Grasim」是世界上最大的生产厂家，占全球份额的24%[4]。
- 奥地利：Lenzing Fibers Corp.[5]。
- 德国：Kelheim Fibres[6]。
- 台湾：中國人造纤维工业股份有限公司、台灣化學纤维股份有限公司。
- 美国：North American Rayon Corp，已于2000年停产[7]。
- Acordis，在欧洲、美国、巴西等地有工厂[8]。

## 用途
用于服装、室内装饰（例如床罩、毯子）。工业上用它来制造手术器械、无纺产品、女性卫生用品、轮胎內的簾布等。